# Lista siturilor arheologice din județul Botoșani - L
Lista siturilor arheologice din județul Botoșani - L conține toate siturile arheologice din județul Botoșani înscrise în Repertoriul Arheologic Național (RAN) și aflate în localități al căror nume începe cu litera L. RAN este administrat de Ministerul Culturii și Patrimoniului Național și cuprinde date științifice, cartografice, topografice, imagini și planuri, precum și orice alte informații privitoare la zonele cu potențial arheologic, studiate sau nu, încă existente sau dispărute.
Puteți căuta un sit din localitățile care încep cu litera L folosind formularul de mai jos sau puteți naviga prin toate siturile din județ la Lista siturilor arheologice din județul Botoșani.
| Cod RAN                                  | Denumire | Localitate                                              | Adresă                            | Datare                                           | Descoperit                                              | Coordonate                                    | Imagine           | Erori            |
| ---------------------------------------- | --- | ------------------------------------------------------- | --------------------------------- | ------------------------------------------------ | ------------------------------------------------------- | --------------------------------------------- | ----------------- | ---------------- |
| 37869.01.01 (Cod LMI: BT-I-m-B-01798.02) | Situl arheologic de la Leorda - Vatra Satului / ansamblu anonim (Categorie: locuire civilă) (Tip: Așezare)                               | sat Leorda, comuna Leorda                               | Vatra Satului                     | Sântana de Mureș - Cerneahov sec. IV - V         | N. Zaharia 1955                                         | 47°49′01″N 26°28′40″E / 47.81702°N 26.4777°E  | Încărcați imagine | Raportați eroare |
| 37869.01.02 (Cod LMI: BT-I-s-B-01798)    | Situl arheologic de la Leorda - Vatra Satului / ansamblu anonim (Categorie: locuire civilă) (Tip: Așezare)                               | sat Leorda, comuna Leorda                               | Vatra Satului                     | Răducăneni sec. XI-XII                           | N. Zaharia 1955                                         | 47°49′01″N 26°28′40″E / 47.81702°N 26.4777°E  | Încărcați imagine | Raportați eroare |
| 37869.01.03 (Cod LMI: BT-I-m-B-01798.01) | Situl arheologic de la Leorda - Vatra Satului / ansamblu anonim (Categorie: locuire civilă) (Tip: Așezare)                               | sat Leorda, comuna Leorda                               | Vatra Satului                     | sec. XV - XVII                                   | N. Zaharia 1955                                         | 47°49′01″N 26°28′40″E / 47.81702°N 26.4777°E  | Încărcați imagine | Raportați eroare |
| 37869.01.04 (Cod LMI: BT-I-m-B-01798.03) | Situl arheologic de la Leorda - Vatra Satului / ansamblu anonim (Categorie: locuire civilă) (Tip: Așezare)                               | sat Leorda, comuna Leorda                               | Vatra Satului                     |                                                  | N. Zaharia 1955                                         | 47°49′01″N 26°28′40″E / 47.81702°N 26.4777°E  | Încărcați imagine | Raportați eroare |
| 37869.01.05 (Cod LMI: BT-I-s-B-01798)    | Situl arheologic de la Leorda - Vatra Satului / ansamblu anonim (Categorie: locuire civilă) (Tip: așezare)                               | sat Leorda, comuna Leorda                               | Vatra Satului                     |                                                  | N. Zaharia 1955                                         | 47°49′01″N 26°28′40″E / 47.81702°N 26.4777°E  | Încărcați imagine | Raportați eroare |
| 37039.02.02 (Cod LMI: BT-I-m-B-01801)    | Situl arheologic de la Lozna - Turbărie / ansamblu anonim (Categorie: construcție) (Tip: Așezare deschisă)                               | sat Lozna, comuna Lozna                                 | Turbărie                          | daci liberi sec. II - III                        | 1952                                                    | 47°56′10″N 26°15′46″E / 47.93609°N 26.26267°E | Încărcați imagine | Raportați eroare |
| 37039.02.01 (Cod LMI: BT-I-m-B-01801)    | Situl arheologic de la Lozna - Turbărie / ansamblu anonim (Categorie: construcție) (Tip: Așezare deschisă)                               | sat Lozna, comuna Lozna                                 | Turbărie                          | Noua                                             | 1952                                                    | 47°56′10″N 26°15′46″E / 47.93609°N 26.26267°E | Încărcați imagine | Raportați eroare |
| 37039.02.03 (Cod LMI: BT-I-m-B-01801)    | Situl arheologic de la Lozna - Turbărie / ansamblu anonim (Categorie: construcție) (Tip: Așezare deschisă)                               | sat Lozna, comuna Lozna                                 | Turbărie                          | Sântana de Mureș - Cerneahov                     | 1952                                                    | 47°56′10″N 26°15′46″E / 47.93609°N 26.26267°E | Încărcați imagine | Raportați eroare |
| 35982.01                                 | Movila din Dealul Bodeasa Mică I de la Lișmănița / ansamblu anonim (Categorie: locuire civilă) (Tip: Movilă)                             | sat Lișmănița, oraș Darabani                            | Dealul Bodeasa Mică I             |                                                  | O. L. Șovan 2009                                        | 48°07′03″N 26°44′45″E / 48.11747°N 26.74585°E | Încărcați imagine | Raportați eroare |
| 37869.02.01                              | Situl arheologic de la Leorda - Buduhacea / ansamblu anonim (Categorie: locuire civilă) (Tip: Așezare)                                   | sat Leorda, comuna Leorda                               | Buduhacea                         | Poienești - Lukașevka sec. II - I î. Chr.        | S. Teodor, I. Ioniță și D. Cristea 1964                 | 47°48′48″N 26°30′23″E / 47.81339°N 26.50632°E | Încărcați imagine | Raportați eroare |
| 37869.02.02                              | Situl arheologic de la Leorda - Buduhacea / ansamblu anonim (Categorie: locuire civilă) (Tip: Așezare)                                   | sat Leorda, comuna Leorda                               | Buduhacea                         | Daci liberi sec. II - III                        | S. Teodor, I. Ioniță și D. Cristea 1964                 | 47°48′48″N 26°30′23″E / 47.81339°N 26.50632°E | Încărcați imagine | Raportați eroare |
| 37039.01.01                              | Situl arheologic de la Lozna - În Deal La Crâșmă / ansamblu anonim (Categorie: locuire civilă) (Tip: Așezare)                            | sat Lozna, comuna Lozna                                 | În Deal La Crâșmă                 | Suceava-Drumul Național sec. VIII - IX           | D. Teodor și A. Păunescu, P. Șadurschi, V. Chirica 1975 | 47°57′22″N 26°16′49″E / 47.9562°N 26.28023°E  | Încărcați imagine | Raportați eroare |
| 37039.01.02                              | Situl arheologic de la Lozna - În Deal La Crâșmă / ansamblu anonim (Categorie: locuire civilă) (Tip: Așezare)                            | sat Lozna, comuna Lozna                                 | În Deal La Crâșmă                 | sec. XVII - XVIII                                | D. Teodor și A. Păunescu, P. Șadurschi, V. Chirica 1975 | 47°57′22″N 26°16′49″E / 47.9562°N 26.28023°E  | Încărcați imagine | Raportați eroare |
| 37921.01.01 (Cod LMI: BT-I-s-B-01758)    | Situl arheologic de la Lunca - La Cheliș / ansamblu anonim (Categorie: locuire civilă) (Tip: Așezare)                                    | sat Lunca, comuna Lunca                                 | La Cheliș                         | Cucuteni - A                                     | prof. Ilie Anton și O. L. Șovan 1968                    | 47°37′48″N 26°57′05″E / 47.63°N 26.95151°E    | Încărcați imagine | Raportați eroare |
| 37921.01.02 (Cod LMI: BT-I-s-B-01758)    | Situl arheologic de la Lunca - La Cheliș / ansamblu anonim (Categorie: locuire civilă) (Tip: Așezare)                                    | sat Lunca, comuna Lunca                                 | La Cheliș                         |                                                  | prof. Ilie Anton și O. L. Șovan 1968                    | 47°37′48″N 26°57′05″E / 47.63°N 26.95151°E    | Încărcați imagine | Raportați eroare |
| 37921.01.03 (Cod LMI: BT-I-s-B-01758)    | Situl arheologic de la Lunca - La Cheliș / ansamblu anonim (Categorie: locuire civilă) (Tip: Așezare)                                    | sat Lunca, comuna Lunca                                 | La Cheliș                         |                                                  | prof. Ilie Anton și O. L. Șovan 1968                    | 47°37′48″N 26°57′05″E / 47.63°N 26.95151°E    | Încărcați imagine | Raportați eroare |
| 38009.01.01                              | Situl arheologic de la Liveni - Valea Ciocoiului / ansamblu anonim (Categorie: locuire civilă) (Tip: Așezare)                            | sat Liveni, comuna Manoleasa                            | Valea Ciocoiului                  | Gravetian ? aprox. 28.000/27.000-20.000 ani      | N.N. Moroșan 1927                                       | 48°03′57″N 27°02′32″E / 48.06593°N 27.04228°E | Încărcați imagine | Raportați eroare |
| 38009.01.02                              | Situl arheologic de la Liveni - Valea Ciocoiului / ansamblu anonim (Categorie: locuire civilă) (Tip: Așezare)                            | sat Liveni, comuna Manoleasa                            | Valea Ciocoiului                  | Cucuteni aprox. 4.500- 3.500 ani                 | N.N. Moroșan 1927                                       | 48°03′57″N 27°02′32″E / 48.06593°N 27.04228°E | Încărcați imagine | Raportați eroare |
| 38009.01.03                              | Situl arheologic de la Liveni - Valea Ciocoiului / ansamblu anonim (Categorie: locuire civilă) (Tip: Așezare)                            | sat Liveni, comuna Manoleasa                            | Valea Ciocoiului                  | Corlăteni - Chișinău aprox. 1.200-800 ani        | N.N. Moroșan 1927                                       | 48°03′57″N 27°02′32″E / 48.06593°N 27.04228°E | Încărcați imagine | Raportați eroare |
| 38009.01.04                              | Situl arheologic de la Liveni - Valea Ciocoiului / ansamblu anonim (Categorie: locuire civilă) (Tip: Așezare)                            | sat Liveni, comuna Manoleasa                            | Valea Ciocoiului                  | Daci liberi sec. II - III                        | N.N. Moroșan 1927                                       | 48°03′57″N 27°02′32″E / 48.06593°N 27.04228°E | Încărcați imagine | Raportați eroare |
| 38009.01.05                              | Situl arheologic de la Liveni - Valea Ciocoiului / ansamblu anonim (Categorie: locuire civilă) (Tip: Așezare)                            | sat Liveni, comuna Manoleasa                            | Valea Ciocoiului                  | sec. XVII - XVIII                                | N.N. Moroșan 1927                                       | 48°03′57″N 27°02′32″E / 48.06593°N 27.04228°E | Încărcați imagine | Raportați eroare |
| 38009.02.01                              | Situl arheologic de la Liveni - La Stânca din Livenii Vechi / ansamblu anonim (Categorie: locuire civilă) (Tip: Așezare deschisă)        | sat Liveni, comuna Manoleasa                            | La Stânca din Livenii Vechi       | Musterian aprox. 65.000-38.000/40.000-35.000 ani | N. Zaharia 1955                                         | 48°02′45″N 27°04′42″E / 48.04576°N 27.07832°E | Încărcați imagine | Raportați eroare |
| 38009.02.03                              | Situl arheologic de la Liveni - La Stânca din Livenii Vechi / ansamblu anonim (Categorie: locuire civilă) (Tip: Așezare)                 | sat Liveni, comuna Manoleasa                            | La Stânca din Livenii Vechi       | Cucuteni aprox. 4.500- 3.500 ani                 | N. Zaharia 1955                                         | 48°02′45″N 27°04′42″E / 48.04576°N 27.07832°E | Încărcați imagine | Raportați eroare |
| 38009.02.04                              | Situl arheologic de la Liveni - La Stânca din Livenii Vechi / ansamblu anonim (Categorie: locuire civilă) (Tip: Așezare)                 | sat Liveni, comuna Manoleasa                            | La Stânca din Livenii Vechi       | Geto-dacă sec. II a. Chr. - sec. II p. Chr       | N. Zaharia 1955                                         | 48°02′45″N 27°04′42″E / 48.04576°N 27.07832°E | Încărcați imagine | Raportați eroare |
| 38009.02.06                              | Situl arheologic de la Liveni - La Stânca din Livenii Vechi / ansamblu anonim (Categorie: locuire civilă) (Tip: Așezare)                 | sat Liveni, comuna Manoleasa                            | La Stânca din Livenii Vechi       | sec. XVII - XVIII                                | N. Zaharia 1955                                         | 48°02′45″N 27°04′42″E / 48.04576°N 27.07832°E | Încărcați imagine | Raportați eroare |
| 38009.02.05                              | Situl arheologic de la Liveni - La Stânca din Livenii Vechi / ansamblu anonim (Categorie: locuire civilă) (Tip: Așezare)                 | sat Liveni, comuna Manoleasa                            | La Stânca din Livenii Vechi       | Sântana de Mureș - Cerneahov sec. IV - V         | N. Zaharia 1955                                         | 48°02′45″N 27°04′42″E / 48.04576°N 27.07832°E | Încărcați imagine | Raportați eroare |
| 38009.02.02                              | Situl arheologic de la Liveni - La Stânca din Livenii Vechi / ansamblu anonim (Categorie: locuire civilă) (Tip: Așezare)                 | sat Liveni, comuna Manoleasa                            | La Stânca din Livenii Vechi       |                                                  | N. Zaharia 1955                                         | 48°02′45″N 27°04′42″E / 48.04576°N 27.07832°E | Încărcați imagine | Raportați eroare |
| 38009.03.01                              | Situl arheologic de la Liveni - Tarlaua Armaș / ansamblu anonim (Categorie: locuire civilă) (Tip: Așezare deschisă)                      | sat Liveni, comuna Manoleasa                            | Tarlaua Armaș                     | Cucuteni aprox. 4.500- 3.500 ani                 | A. Păunescu, P. Șadurschi, V. Chirica 1974              | 48°03′45″N 27°03′10″E / 48.06245°N 27.05275°E | Încărcați imagine | Raportați eroare |
| 38009.03.02                              | Situl arheologic de la Liveni - Tarlaua Armaș / ansamblu anonim (Categorie: locuire civilă) (Tip: Așezare)                               | sat Liveni, comuna Manoleasa                            | Tarlaua Armaș                     | Sântana de Mureș - Cerneahov sec. IV - V         | A. Păunescu, P. Șadurschi, V. Chirica 1974              | 48°03′45″N 27°03′10″E / 48.06245°N 27.05275°E | Încărcați imagine | Raportați eroare |
| 38009.03.03                              | Situl arheologic de la Liveni - Tarlaua Armaș / ansamblu anonim (Categorie: locuire civilă) (Tip: Așezare)                               | sat Liveni, comuna Manoleasa                            | Tarlaua Armaș                     | sec. XVII - XVIII                                | A. Păunescu, P. Șadurschi, V. Chirica 1974              | 48°03′45″N 27°03′10″E / 48.06245°N 27.05275°E | Încărcați imagine | Raportați eroare |
| 38615.01.01                              | Așezarea Cucuteni de la Lupăria - Dealul Hârtop / ansamblu anonim (Categorie: locuire civilă) (Tip: Așezare)                             | sat Lupăria, comuna Prăjeni                             | Dealul Hârtop                     | Cucuteni - B                                     | P. Șadurschi, N. Ursulescu 1985-1987                    | 47°28′06″N 27°01′06″E / 47.4684°N 27.01841°E  | Încărcați imagine | Raportați eroare |
| 38615.02.01                              | Așezarea de epoca bronzului de la Lupăria - Iazul Vechi / ansamblu anonim (Categorie: locuire civilă) (Tip: Așezare)                     | sat Lupăria, comuna Prăjeni                             | Iazul Vechi                       | Noua aprox. 1500/1400-1150 ani                   | P. Șadurschi, N. Ursulescu 1985-1987                    | 47°27′46″N 27°01′38″E / 47.46272°N 27.02724°E | Încărcați imagine | Raportați eroare |
| 38615.03.01                              | Așezarea din epoca migrațiilor de la Lupăria - Iazul Nou / ansamblu anonim (Categorie: locuire civilă) (Tip: Așezare)                    | sat Lupăria, comuna Prăjeni                             | Iazul Nou                         | Sântana de Mureș - Cerneahov sec. IV - V         | P. Șadurschi, N. Ursulescu 1985-1987                    | 47°28′15″N 27°01′40″E / 47.4709°N 27.02768°E  | Încărcați imagine | Raportați eroare |
| 39729.01.01                              | Situl arheologic de la Lunca - La Podul Siretului / ansamblu anonim (Categorie: locuire civilă) (Tip: Așezare deschisă)                  | sat Lunca, comuna Vârfu Câmpului                        | La Podul Siretului                | Noua aprox. 1500/1400-1150 ani                   | N. Zaharia 1957                                         | 47°52′58″N 26°15′53″E / 47.88265°N 26.26473°E | Încărcați imagine | Raportați eroare |
| 39729.01.02                              | Situl arheologic de la Lunca - La Podul Siretului / ansamblu anonim (Categorie: locuire civilă) (Tip: Așezare deschisă)                  | sat Lunca, comuna Vârfu Câmpului                        | La Podul Siretului                | Corlăteni-Chișinău aprox. 1.200-800 ani          | N. Zaharia 1957                                         | 47°52′58″N 26°15′53″E / 47.88265°N 26.26473°E | Încărcați imagine | Raportați eroare |
| 39729.01.03                              | Situl arheologic de la Lunca - La Podul Siretului / ansamblu anonim (Categorie: locuire civilă) (Tip: Așezare deschisă)                  | sat Lunca, comuna Vârfu Câmpului                        | La Podul Siretului                | Sântana de Mureș - Cerneahov sec. IV - V         | N. Zaharia 1957                                         | 47°52′58″N 26°15′53″E / 47.88265°N 26.26473°E | Încărcați imagine | Raportați eroare |
| 39729.01.04                              | Situl arheologic de la Lunca - La Podul Siretului / ansamblu anonim (Categorie: locuire civilă) (Tip: Așezare deschisă)                  | sat Lunca, comuna Vârfu Câmpului                        | La Podul Siretului                | Dridu sec. IX-XI                                 | N. Zaharia 1957                                         | 47°52′58″N 26°15′53″E / 47.88265°N 26.26473°E | Încărcați imagine | Raportați eroare |
| 39729.01.05                              | Situl arheologic de la Lunca - La Podul Siretului / ansamblu anonim (Categorie: locuire civilă) (Tip: Așezare deschisă)                  | sat Lunca, comuna Vârfu Câmpului                        | La Podul Siretului                | sec. XVIII                                       | N. Zaharia 1957                                         | 47°52′58″N 26°15′53″E / 47.88265°N 26.26473°E | Încărcați imagine | Raportați eroare |
| 37869.03.01                              | Necropola din epoca migrațiilor de la Leorda - La fermă / ansamblu anonim (Categorie: descoperire funerară) (Tip: Necropolă plană)       | sat Leorda, comuna Leorda                               | La fermă                          | Sântana de Mureș - Cerneahov sec. IV-V           | 1980                                                    | 47°49′16″N 26°30′42″E / 47.82107°N 26.51163°E | Încărcați imagine | Raportați eroare |
| 38009.06.01 (Cod LMI: BT-I-m-B-01800)    | Situl arheologic de la Liveni - La Stâncuță / ansamblu anonim (Categorie: locuire civilă) (Tip: Așezare deschisă)                        | sat Liveni, comuna Manoleasa                            | La Stâncuță                       | Cucuteni aprox. 4.500- 3.500 ani                 | prof. Gh. Teodorescu 1974                               | 48°02′58″N 27°03′41″E / 48.0494°N 27.06134°E  | Încărcați imagine | Raportați eroare |
| 38009.06.02 (Cod LMI: BT-I-m-B-01800)    | Situl arheologic de la Liveni - La Stâncuță / ansamblu anonim (Categorie: locuire civilă) (Tip: Așezare)                                 | sat Liveni, comuna Manoleasa                            | La Stâncuță                       | Sântana de Mureș - Cerneahov sec. IV - V         | prof. Gh. Teodorescu 1974                               | 48°02′58″N 27°03′41″E / 48.0494°N 27.06134°E  | Încărcați imagine | Raportați eroare |
| 37921.02.01                              | Movila din Dealul Crucii de la Lunca / ansamblu anonim (Categorie: descoperire funerară) (Tip: Movilă)                                   | sat Lunca, comuna Lunca                                 | Movila din Dealul Crucii          |                                                  | O. L. Șovan 2009                                        | 47°36′05″N 27°01′29″E / 47.60136°N 27.02474°E | Încărcați imagine | Raportați eroare |
| 37921.03.01                              | Așezarea medievală de la Lunca - Valea Seacă / ansamblu anonim (Categorie: locuire) (Tip: așezare deschisă)                              | sat Lunca, comuna Lunca                                 | Valea Seacă                       |                                                  | A. Păunescu, P. Șadurschi, V. Chirica 1974              | 47°37′53″N 26°59′26″E / 47.63129°N 26.99048°E | Încărcați imagine | Raportați eroare |
| 38009.04.01                              | Situl arheologic de la Liveni - La Sărături / ansamblu anonim (Categorie: locuire civilă) (Tip: Așezare)                                 | sat Liveni, comuna Manoleasa                            | La Sărături                       | Cucuteni - B2                                    | ing. Drăguș Rodica 1974                                 | 48°02′27″N 27°04′37″E / 48.04078°N 27.07706°E | Încărcați imagine | Raportați eroare |
| 38009.04.02                              | Situl arheologic de la Liveni - La Sărături / ansamblu anonim (Categorie: locuire civilă) (Tip: Așezare)                                 | sat Liveni, comuna Manoleasa                            | La Sărături                       | Horodiștea-Gordinești aprox.3.500-2.500 ani      | ing. Drăguș Rodica 1974                                 | 48°02′27″N 27°04′37″E / 48.04078°N 27.07706°E | Încărcați imagine | Raportați eroare |
| 38009.04.03                              | Situl arheologic de la Liveni - La Sărături / ansamblu anonim (Categorie: locuire civilă) (Tip: Așezare)                                 | sat Liveni, comuna Manoleasa                            | La Sărături                       | Sântana de Mureș - Cerneahov sec. IV - V         | ing. Drăguș Rodica 1974                                 | 48°02′27″N 27°04′37″E / 48.04078°N 27.07706°E | Încărcați imagine | Raportați eroare |
| 38009.07.01                              | Așezarea medievală de la Liveni - La Rotaru / ansamblu anonim (Categorie: descoperire funerară) (Tip: așezare deschisă)                  | sat Liveni, comuna Manoleasa                            | La Rotaru                         | Dridu sec. IX-XI                                 | Maria Diaconescu 1995                                   | 48°03′37″N 27°03′35″E / 48.06014°N 27.05961°E | Încărcați imagine | Raportați eroare |
| 38615.13.01                              | Necropola din epoca migrațiilor de la Lupăria - Dealul Struna / ansamblu anonim (Categorie: descoperire funerară) (Tip: Necropolă plană) | sat Lupăria, comuna Prăjeni                             | Dealul Struna                     | Sântana de Mureș - Cerneahov sec. IV - V         | N. Zaharia 1956                                         | 47°29′21″N 27°00′08″E / 47.48906°N 27.00215°E | Încărcați imagine | Raportați eroare |
| 38615.04.01                              | Situl arheologic de la Lupăria - Vatra Satului / ansamblu anonim (Categorie: locuire civilă) (Tip: Așezare deschisă)                     | sat Lupăria, comuna Prăjeni                             | Vatra Satului                     | Cucuteni - B                                     | N. Zaharia 1956                                         | 47°29′51″N 27°00′41″E / 47.49759°N 27.01149°E | Încărcați imagine | Raportați eroare |
| 38615.04.02                              | Situl arheologic de la Lupăria - Vatra Satului / ansamblu anonim (Categorie: locuire civilă) (Tip: Așezare deschisă)                     | sat Lupăria, comuna Prăjeni                             | Vatra Satului                     | getică aprox. 650-450/300 ani                    | N. Zaharia 1956                                         | 47°29′51″N 27°00′41″E / 47.49759°N 27.01149°E | Încărcați imagine | Raportați eroare |
| 38615.04.03                              | Situl arheologic de la Lupăria - Vatra Satului / ansamblu anonim (Categorie: locuire civilă) (Tip: Așezare)                              | sat Lupăria, comuna Prăjeni                             | Vatra Satului                     | sec. XVIII                                       | N. Zaharia 1956                                         | 47°29′51″N 27°00′41″E / 47.49759°N 27.01149°E | Încărcați imagine | Raportați eroare |
| 38615.06.01                              | Movila Socoldea de la Lupăria / ansamblu anonim (Categorie: descoperire funerară) (Tip: Tumul)                                           | sat Lupăria, comuna Prăjeni                             | Movila Socoldea                   |                                                  | P. Șadurschi, N. Ursulescu                              | 47°28′41″N 27°02′43″E / 47.47801°N 27.04535°E | Încărcați imagine | Raportați eroare |
| 38615.07.01                              | Așezarea Cucuteni de la Lupăria - Pârâu Lupăria / ansamblu anonim (Categorie: locuire civilă) (Tip: Așezare deschisă)                    | sat Lupăria, comuna Prăjeni                             | Pârâul Lupăria                    | Cucuteni aprox. 4.500- 3.500 ani                 | N. Zaharia 1956                                         | 47°29′37″N 27°00′15″E / 47.49363°N 27.00409°E | Încărcați imagine | Raportați eroare |
| 38615.05.01                              | Situl arheologic de la Lupăria - Dodolea / ansamblu anonim (Categorie: locuire civilă) (Tip: Așezare)                                    | sat Lupăria, comuna Prăjeni                             | Dodolea                           | Sântana de Mureș - Cerneahov sec. IV - V         | A. Nițu și N. Zaharia 1956                              | 47°28′31″N 27°00′48″E / 47.47532°N 27.0134°E  | Încărcați imagine | Raportați eroare |
| 38615.05.02                              | Situl arheologic de la Lupăria - Dodolea / ansamblu anonim (Categorie: locuire civilă) (Tip: Așezare)                                    | sat Lupăria, comuna Prăjeni                             | Dodolea                           | Lozna-Borniș sec. VI-VII                         | A. Nițu și N. Zaharia 1956                              | 47°28′31″N 27°00′48″E / 47.47532°N 27.0134°E  | Încărcați imagine | Raportați eroare |
| 38615.05.03                              | Situl arheologic de la Lupăria - Dodolea / ansamblu anonim (Categorie: locuire civilă) (Tip: Așezare)                                    | sat Lupăria, comuna Prăjeni                             | Dodolea                           | Suceava-Drumul Național sec. VIII-IX             | A. Nițu și N. Zaharia 1956                              | 47°28′31″N 27°00′48″E / 47.47532°N 27.0134°E  | Încărcați imagine | Raportați eroare |
| 38615.05.04                              | Situl arheologic de la Lupăria - Dodolea / ansamblu anonim (Categorie: locuire civilă) (Tip: Așezare)                                    | sat Lupăria, comuna Prăjeni                             | Dodolea                           | sec. XVII - XVIII                                | A. Nițu și N. Zaharia 1956                              | 47°28′31″N 27°00′48″E / 47.47532°N 27.0134°E  | Încărcați imagine | Raportați eroare |
| 38615.08.01                              | Așezarea Cucuteni de la Lupăria - Dealul Modruz / ansamblu anonim (Categorie: locuire civilă) (Tip: Așezare)                             | sat Lupăria, comuna Prăjeni                             | Dealul Modruz                     | Cucuteni - A3                                    | P. Șadurschi, N. Ursulescu 1985-1987                    | 47°27′34″N 27°01′55″E / 47.45955°N 27.03182°E | Încărcați imagine | Raportați eroare |
| 38615.09.01                              | Situl arheologic de la Lupăria - Dealul Budăilor / ansamblu anonim (Categorie: locuire civilă) (Tip: Așezare deschisă)                   | sat Lupăria, comuna Prăjeni                             | Dealul Budăilor                   | Daci liberi sec. II - III                        | P. Șadurschi, N. Ursulescu 1985-1987                    | 47°27′26″N 27°02′35″E / 47.45718°N 27.04303°E | Încărcați imagine | Raportați eroare |
| 38615.09.02                              | Situl arheologic de la Lupăria - Dealul Budăilor / ansamblu anonim (Categorie: locuire civilă) (Tip: Așezare)                            | sat Lupăria, comuna Prăjeni                             | Dealul Budăilor                   | sec. XVI                                         | P. Șadurschi, N. Ursulescu 1985-1987                    | 47°27′26″N 27°02′35″E / 47.45718°N 27.04303°E | Încărcați imagine | Raportați eroare |
| 38615.10.01                              | Situl arheologic de la Lupăria - Valea Budăilor / ansamblu anonim (Categorie: locuire civilă) (Tip: Așezare)                             | sat Lupăria, comuna Prăjeni                             | Valea Budăilor                    | Horodiștea-Gordinești aprox.3.500-2.500 ani      | P. Șadurschi, N. Ursulescu 1985-1987                    | 47°27′54″N 27°02′44″E / 47.46488°N 27.04564°E | Încărcați imagine | Raportați eroare |
| 38615.10.02                              | Situl arheologic de la Lupăria - Valea Budăilor / ansamblu anonim (Categorie: locuire civilă) (Tip: Așezare)                             | sat Lupăria, comuna Prăjeni                             | Valea Budăilor                    | sec. XV - XVII                                   | P. Șadurschi, N. Ursulescu 1985-1987                    | 47°27′54″N 27°02′44″E / 47.46488°N 27.04564°E | Încărcați imagine | Raportați eroare |
| 38615.11.01                              | Așezarea de epocă medievală târzie de la Lupăria - Dealul Ciobănica / ansamblu anonim (Categorie: locuire civilă) (Tip: Așezare)         | sat Lupăria, comuna Prăjeni                             | Dealul Ciobănica                  |                                                  | 1985-1987                                               | 47°28′17″N 27°02′15″E / 47.47139°N 27.0374°E  | Încărcați imagine | Raportați eroare |
| 38615.12.01                              | Situl arheologic de la Lupăria - Dealul Porcăriei / ansamblu anonim (Categorie: locuire civilă) (Tip: Așezare)                           | sat Lupăria, comuna Prăjeni                             | Dealul Porcăriei                  |                                                  | P. Șadurschi, N. Ursulescu 1985-1987                    | 47°28′32″N 27°01′59″E / 47.47561°N 27.03295°E | Încărcați imagine | Raportați eroare |
| 38615.12.02                              | Situl arheologic de la Lupăria - Dealul Porcăriei / ansamblu anonim (Categorie: locuire civilă) (Tip: Așezare)                           | sat Lupăria, comuna Prăjeni                             | Dealul Porcăriei                  | Cucuteni - A                                     | P. Șadurschi, N. Ursulescu 1985-1987                    | 47°28′32″N 27°01′59″E / 47.47561°N 27.03295°E | Încărcați imagine | Raportați eroare |
| 39729.02.05                              | Situl arheologic medieval de la Lunca - La Siliște / ansamblu anonim (Categorie: locuire civilă) (Tip: Așezare deschisă)                 | sat Lunca, comuna Vârfu Câmpului                        | La Siliște                        |                                                  | D. Teodor, E. Neamțu și V. Spinei 1957-1959             | 47°53′18″N 27°15′14″E / 47.88826°N 27.2539°E  | Încărcați imagine | Raportați eroare |
| 39729.02.06                              | Situl arheologic medieval de la Lunca - La Siliște / ansamblu anonim (Categorie: locuire civilă) (Tip: Necropolă plană)                  | sat Lunca, comuna Vârfu Câmpului                        | La Siliște                        |                                                  | D. Teodor, E. Neamțu și V. Spinei 1957-1959             | 47°53′18″N 27°15′14″E / 47.88826°N 27.2539°E  | Încărcați imagine | Raportați eroare |
| 39729.02.01                              | Situl arheologic medieval de la Lunca - La Siliște / ansamblu anonim (Categorie: locuire civilă) (Tip: Așezare deschisă)                 | sat Lunca, comuna Vârfu Câmpului                        | La Siliște                        | Noua aprox. 1500/1400-1150 ani                   | D. Teodor, E. Neamțu și V. Spinei 1957-1959             | 47°53′18″N 27°15′14″E / 47.88826°N 27.2539°E  | Încărcați imagine | Raportați eroare |
| 39729.02.02                              | Situl arheologic medieval de la Lunca - La Siliște / ansamblu anonim (Categorie: locuire civilă) (Tip: Așezare deschisă)                 | sat Lunca, comuna Vârfu Câmpului                        | La Siliște                        | Getică aprox. 650-450/300 ani                    | D. Teodor, E. Neamțu și V. Spinei 1957-1959             | 47°53′18″N 27°15′14″E / 47.88826°N 27.2539°E  | Încărcați imagine | Raportați eroare |
| 39729.02.03                              | Situl arheologic medieval de la Lunca - La Siliște / ansamblu anonim (Categorie: locuire civilă) (Tip: Așezare deschisă)                 | sat Lunca, comuna Vârfu Câmpului                        | La Siliște                        | Sântana de Mureș - Cerneahov sec . IV-V          | D. Teodor, E. Neamțu și V. Spinei 1957-1959             | 47°53′18″N 27°15′14″E / 47.88826°N 27.2539°E  | Încărcați imagine | Raportați eroare |
| 39729.02.04                              | Situl arheologic medieval de la Lunca - La Siliște / ansamblu anonim (Categorie: locuire civilă) (Tip: Așezare deschisă)                 | sat Lunca, comuna Vârfu Câmpului                        | La Siliște                        | Prodana-Bârlad sec. XIII-XIV                     | D. Teodor, E. Neamțu și V. Spinei 1957-1959             | 47°53′18″N 27°15′14″E / 47.88826°N 27.2539°E  | Încărcați imagine | Raportați eroare |
| 35982.02.01                              | Movila de la Lișmănița din Dealul Stadola / ansamblu anonim (Categorie: descoperire funerară) (Tip: Tumul)                               | sat Lișmănița, oraș Darabani                            | Movila din Dealul Stadola         |                                                  | A. Păunescu, P. Șadurschi, V. Chirica 1973              | 48°08′34″N 26°39′03″E / 48.14282°N 26.65096°E | Încărcați imagine | Raportați eroare |
| 35982.04.01                              | Movila de la Lișmănița de lângă Pădurea lui Brătianu / ansamblu anonim (Categorie: descoperire funerară) (Tip: Movilă)                   | sat Lișmănița, oraș Darabani                            | Pădurea lui Brătianu              |                                                  | O.L. Șovan 2009                                         | 48°07′54″N 26°41′45″E / 48.13158°N 26.69578°E | Încărcați imagine | Raportați eroare |
| 36514.01.01                              | Movilă la Libertatea-Hârtopul Lutăriei / ansamblu anonim (Categorie: descoperire funerară) (Tip: Tumul)                                  | sat Libertatea, comuna Călărași                         | Hârtopul Lutăriei                 |                                                  | O.L. Șovan 2009                                         | 47°36′29″N 27°17′19″E / 47.6081°N 27.28873°E  | Încărcați imagine | Raportați eroare |
| 36514.03.01                              | Movila Cristoaia II de la Libertatea / ansamblu anonim (Categorie: descoperire funerară) (Tip: Tumul)                                    | sat Libertatea, comuna Călărași                         | Movila Cristoaia II               |                                                  | O.L. Șovan 2009                                         | 47°37′22″N 27°16′35″E / 47.62275°N 27.27629°E | Încărcați imagine | Raportați eroare |
| 36514.02.01                              | Movila Cristoaia I -de la Libertatea / ansamblu anonim (Categorie: descoperire funerară) (Tip: Tumul)                                    | sat Libertatea, comuna Călărași                         | Movila Cristoaia I                |                                                  | O.L. Șovan 2009                                         | 47°37′10″N 27°17′32″E / 47.61945°N 27.29218°E | Încărcați imagine | Raportați eroare |
| 37146.01.01                              | Movila Murguța Vest de la Livada / ansamblu anonim (Categorie: descoperire funerară) (Tip: Movilă)                                       | sat Livada, comuna Dobârceni                            | Murguța Vest                      |                                                  | A. Păunescu, P. Șadurschi, V. Chirica 1973              | 47°49′21″N 27°06′36″E / 47.82243°N 27.10993°E | Încărcați imagine | Raportați eroare |
| 37869.04.01                              | Movila Balta Turcului de la Leorda / ansamblu anonim (Categorie: descoperire funerară) (Tip: Movilă)                                     | sat Leorda, comuna Leorda                               | Movila Balta Turcului             |                                                  | O.L.Șovan 2009                                          | 47°49′52″N 26°30′34″E / 47.83099°N 26.50955°E | Încărcați imagine | Raportați eroare |
| 37869.05.01                              | Movila de la Fermă de la Leorda / ansamblu anonim (Categorie: descoperire funerară) (Tip: Movilă)                                        | sat Leorda, comuna Leorda                               | Movila de la Fermă                |                                                  | O.L.Șovan 2009                                          | 47°48′50″N 26°29′44″E / 47.81402°N 26.49543°E | Încărcați imagine | Raportați eroare |
| 37869.06.01                              | Movila Vasilencea de la Leorda / ansamblu anonim (Categorie: descoperire funerară) (Tip: Movilă)                                         | sat Leorda, comuna Leorda                               | Movila Vasilencea                 |                                                  | O.L.Șovan 2009                                          | 47°49′41″N 26°24′46″E / 47.82803°N 26.41271°E | Încărcați imagine | Raportați eroare |
| 37869.07.01                              | Movila din Dealul Troscobolta de la Leorda / ansamblu anonim (Categorie: descoperire funerară) (Tip: Movilă)                             | sat Leorda, comuna Leorda                               | Movila din Dealul Troscobolta     |                                                  | O.L.Șovan 2009                                          | 47°49′50″N 26°31′40″E / 47.83057°N 26.52784°E | Încărcați imagine | Raportați eroare |
| 37921.05.01                              | Situl arheologic de la Lunca - Morișca / ansamblu anonim (Categorie: locuire) (Tip: așezare)                                             | sat Lunca, comuna Lunca                                 | Morișca                           | Cucuteni - A                                     | A. Păunescu, P. Șadurschi, V. Chirica 1974              | 47°38′10″N 26°58′15″E / 47.63615°N 26.97077°E | Încărcați imagine | Raportați eroare |
| 37921.05.02                              | Situl arheologic de la Lunca - Morișca / ansamblu anonim (Categorie: locuire) (Tip: așezare)                                             | sat Lunca, comuna Lunca                                 | Morișca                           | getică aprox. 650-450/300 ani                    | A. Păunescu, P. Șadurschi, V. Chirica 1974              | 47°38′10″N 26°58′15″E / 47.63615°N 26.97077°E | Încărcați imagine | Raportați eroare |
| 37921.05.03                              | Situl arheologic de la Lunca - Morișca / ansamblu anonim (Categorie: locuire) (Tip: așezare)                                             | sat Lunca, comuna Lunca                                 | Morișca                           | getică aprox. 450-300 ani                        | A. Păunescu, P. Șadurschi, V. Chirica 1974              | 47°38′10″N 26°58′15″E / 47.63615°N 26.97077°E | Încărcați imagine | Raportați eroare |
| 37921.05.04                              | Situl arheologic de la Lunca - Morișca / ansamblu anonim (Categorie: locuire) (Tip: așezare)                                             | sat Lunca, comuna Lunca                                 | Morișca                           | Sântana de Mureș - Cerneahov sec. IV-V           | A. Păunescu, P. Șadurschi, V. Chirica 1974              | 47°38′10″N 26°58′15″E / 47.63615°N 26.97077°E | Încărcați imagine | Raportați eroare |
| 37921.05.05                              | Situl arheologic de la Lunca - Morișca / ansamblu anonim (Categorie: locuire) (Tip: așezare)                                             | sat Lunca, comuna Lunca                                 | Morișca                           | sec. XV                                          | A. Păunescu, P. Șadurschi, V. Chirica 1974              | 47°38′10″N 26°58′15″E / 47.63615°N 26.97077°E | Încărcați imagine | Raportați eroare |
| 37921.08.01                              | Movila din Șesul Borcili de la Lunca / ansamblu anonim (Categorie: descoperire funerară) (Tip: Movilă)                                   | sat Lunca, comuna Lunca                                 | Movila din Șesul Borcili          |                                                  | O. L. Șovan 2009                                        | 47°36′33″N 27°02′45″E / 47.60926°N 27.0458°E  | Încărcați imagine | Raportați eroare |
| 37921.09.01                              | Movila La Crucea de Piatră de la Lunca / ansamblu anonim (Categorie: descoperire funerară) (Tip: Movilă)                                 | sat Lunca, comuna Lunca                                 | Movila La Crucea de Piatră        |                                                  | O. L. Șovan 2009                                        | 47°35′44″N 27°01′43″E / 47.59546°N 27.0285°E  | Încărcați imagine | Raportați eroare |
| 37921.10.01                              | Movila din Lanul Valea Seacă de la Lunca / ansamblu anonim (Categorie: descoperire funerară) (Tip: Movilă)                               | sat Lunca, comuna Lunca                                 | Movila din Lanul Valea Seacă      |                                                  | O. L. Șovan 2009                                        | 47°38′16″N 26°59′56″E / 47.63765°N 26.99875°E | Încărcați imagine | Raportați eroare |
| 37921.11.01                              | Situl arheologic de la Lunca - Bahnă / ansamblu anonim (Categorie: locuire) (Tip: așezare)                                               | sat Lunca, comuna Lunca                                 | Bahnă                             | Cucuteni - A                                     | A. Păunescu, P. Șadurschi, V. Chirica 1974              | 47°37′55″N 26°57′36″E / 47.63183°N 26.96004°E | Încărcați imagine | Raportați eroare |
| 37921.11.02                              | Situl arheologic de la Lunca - Bahnă / ansamblu anonim (Categorie: locuire) (Tip: așezare deschisă)                                      | sat Lunca, comuna Lunca                                 | Bahnă                             | Noua aprox. 1500/1400-1150 ani                   | A. Păunescu, P. Șadurschi, V. Chirica 1974              | 47°37′55″N 26°57′36″E / 47.63183°N 26.96004°E | Încărcați imagine | Raportați eroare |
| 37921.11.03                              | Situl arheologic de la Lunca - Bahnă / ansamblu anonim (Categorie: locuire) (Tip: așezare deschisă)                                      | sat Lunca, comuna Lunca                                 | Bahnă                             |                                                  | A. Păunescu, P. Șadurschi, V. Chirica 1974              | 47°37′55″N 26°57′36″E / 47.63183°N 26.96004°E | Încărcați imagine | Raportați eroare |
| 37921.06.01                              | Movila Flămânzanca de la Lunca / ansamblu anonim (Categorie: descoperire funerară) (Tip: Movilă)                                         | sat Lunca, comuna Lunca                                 | Movila Flămânzanca                |                                                  | O. L. Șovan 2009                                        | 47°35′17″N 27°02′13″E / 47.58805°N 27.03685°E | Încărcați imagine | Raportați eroare |
| 37921.07.01                              | Movila de la Lunca - Dealul Lanul Țiganului / ansamblu anonim (Categorie: descoperire funerară) (Tip: Movilă)                            | sat Lunca, comuna Lunca                                 | Movila din Dealul Lanul Țiganului |                                                  | O. L. Șovan 2009                                        | 47°35′14″N 27°00′06″E / 47.58715°N 27.00174°E | Încărcați imagine | Raportați eroare |
| 37921.04.01                              | Movila din Olenic de la Lunca / ansamblu anonim (Categorie: descoperire funerară) (Tip: Movilă)                                          | sat Lunca, comuna Lunca                                 | Movila din Olenic                 |                                                  | O. L. Șovan 2009                                        | 47°35′01″N 27°03′28″E / 47.58369°N 27.05765°E | Încărcați imagine | Raportați eroare |
| 38009.05.01                              | Movila de la Liveni - Pe Imaș / ansamblu anonim (Categorie: descoperire funerară) (Tip: Movilă)                                          | sat Liveni, comuna Manoleasa                            | Pe Imaș                           |                                                  | N. Filipescu-Dubău 1891                                 | 48°04′21″N 27°02′04″E / 48.07257°N 27.03439°E | Încărcați imagine | Raportați eroare |
| 38018.01.01                              | Movila de la Loturi - Pădurea Liveni / ansamblu anonim (Categorie: descoperire funerară) (Tip: Movilă)                                   | sat Loturi, comuna Manoleasa                            | Movila din Pădurea Liveni         |                                                  | O. L. Șovan 2009                                        | 48°01′44″N 27°02′01″E / 48.02896°N 27.03374°E | Încărcați imagine | Raportați eroare |
| 38018.02.01                              | Movila Mocanu de la Loturi / ansamblu anonim (Categorie: descoperire funerară) (Tip: Movilă)                                             | sat Loturi, comuna Manoleasa                            | Movila Mocanu                     |                                                  | O. L. Șovan 2009                                        | 48°01′33″N 27°02′45″E / 48.02597°N 27.0457°E  | Încărcați imagine | Raportați eroare |
| 38615.14.01                              | Movila din Valea Robului de la Lupăria / ansamblu anonim (Categorie: descoperire funerară) (Tip: Movilă)                                 | sat Lupăria, comuna Prăjeni                             | Movila din Valea Robului          |                                                  | O. L. Șovan 2009                                        | 47°29′00″N 27°01′37″E / 47.4833°N 27.02683°E  | Încărcați imagine | Raportați eroare |
| 35982.05.01                              | Movila de la Lișmănița din Dealul Tentiuc I / ansamblu anonim (Categorie: descoperire funerară) (Tip: Movilă)                            | sat Lișmănița, oraș Darabani                            | Dealul Tentiuc I                  |                                                  | A. Păunescu, P. Șadurschi, V. Chirica 1973              | 48°08′14″N 26°38′25″E / 48.1371°N 26.64026°E  | Încărcați imagine | Raportați eroare |
| 35982.06.01                              | Movila de la Lișmănița din Dealul Tentiuc II / ansamblu anonim (Categorie: descoperire funerară) (Tip: Movilă)                           | sat Lișmănița, oraș Darabani                            | Dealul Tentiuc II                 |                                                  | A. Păunescu, P. Șadurschi, V. Chirica 1973              | 48°07′48″N 26°38′55″E / 48.13013°N 26.64856°E | Încărcați imagine | Raportați eroare |
| 35982.07.01                              | Movila Lișmănița de la Lișmănița / ansamblu anonim (Categorie: descoperire funerară) (Tip: Movilă)                                       | sat Lișmănița, oraș Darabani                            | Movila Lișmănița                  |                                                  | O.L. Șovan 2009                                         | 48°07′52″N 26°39′58″E / 48.13124°N 26.66619°E | Încărcați imagine | Raportați eroare |
| 35982.08.01                              | Movila din Dealul Tentiuc III de la Lișmănița / ansamblu anonim (Categorie: descoperire funerară) (Tip: Movilă)                          | sat Lișmănița, oraș Darabani                            | Movila din Dealul Tentiuc III     |                                                  | O.L. Șovan 2009                                         | 48°07′17″N 26°39′19″E / 48.12142°N 26.65522°E | Încărcați imagine | Raportați eroare |
| 35982.09.01                              | Movila din Dealul Bodeasa Mică II de la Lișmănița / ansamblu anonim (Categorie: descoperire funerară) (Tip: Movilă)                      | sat Lișmănița, oraș Darabani                            | Dealul Bodeasa Mică II            |                                                  | O.L. Șovan 2009                                         | 48°07′29″N 26°44′38″E / 48.12465°N 26.74388°E | Încărcați imagine | Raportați eroare |
| 35982.10.01                              | Movila de la Lișmănița - din Dealul Codreni / ansamblu anonim (Categorie: decoperire funerară) (Tip: Movilă)                             | sat Lișmănița, oraș Darabani                            | Dealul Codreni                    |                                                  | O.L. Șovan 2009                                         | 48°07′51″N 26°42′28″E / 48.13075°N 26.70785°E | Încărcați imagine | Raportați eroare |
| 35982.11.01                              | Movila de la Lișmănița - Dealul La Piatră / ansamblu anonim (Categorie: descoperire funerară) (Tip: Movilă)                              | sat Lișmănița, oraș Darabani                            | Dealul La Piatră                  |                                                  | O.L. Șovan 2009                                         | 48°07′03″N 26°43′24″E / 48.11745°N 26.72337°E | Încărcați imagine | Raportați eroare |
| 35982.12                                 | Movila de la Lișmănița - Dealul Turcului / ansamblu anonim (Categorie: descoperire funerară) (Tip: Movilă)                               | sat Lișmănița, oraș Darabani                            | Dealul Turcului                   |                                                  | O.L. Șovan 2009                                         | 48°08′27″N 26°41′29″E / 48.14093°N 26.69131°E | Încărcați imagine | Raportați eroare |
| 35982.13.01                              | Movila de la Lișmănița - din Dealul Coveții I / ansamblu anonim (Categorie: descoperire funerară) (Tip: Movilă)                          | sat Lișmănița, oraș Darabani                            | Dealul Coveții I                  |                                                  | O.L. Șovan 2009                                         | 48°08′54″N 26°37′21″E / 48.14833°N 26.62251°E | Încărcați imagine | Raportați eroare |
| 35982.14.01                              | Movila de la Lișmănița - din Dealul Coveții II / ansamblu anonim (Categorie: descoperire funerară) (Tip: Movilă)                         | sat Lișmănița, oraș Darabani                            | Dealul Coveții II                 |                                                  | O.L. Șovan 2009                                         | 48°09′26″N 26°36′38″E / 48.15711°N 26.61054°E | Încărcați imagine | Raportați eroare |
| 35982.15.01                              | Movila de la Lișmănița - din Dealul Bodeasa Mică III / ansamblu anonim (Categorie: decoperire funerară) (Tip: Movilă)                    | sat Lișmănița, oraș Darabani                            | Dealul Bodeasa Mică III           |                                                  | O.L.Șovan                                               | 48°07′55″N 26°43′32″E / 48.13186°N 26.72568°E | Încărcați imagine | Raportați eroare |
| 35982.16.01                              | Movila de la Lișmănița - din Dealul Bodeasa Mică IV / ansamblu anonim (Categorie: descoperire funerară) (Tip: Movilă)                    | sat Lișmănița, oraș Darabani                            | Dealul Bodeasa Mică IV            |                                                  | O.L. Șovan 2009                                         | 48°08′24″N 26°42′56″E / 48.14°N 26.71551°E    | Încărcați imagine | Raportați eroare |
| 35982.03.01                              | Movila de la Lișmănița - la Est de Dealul Epăriei / ansamblu anonim (Categorie: descoperire funerară) (Tip: Movilă)                      | sat Lișmănița, oraș Darabani                            | La Est de Dealul Epăriei          |                                                  | O.L. Șovan 2009                                         | 48°09′26″N 26°41′47″E / 48.15711°N 26.6965°E  | Încărcați imagine | Raportați eroare |
| 36033.01.01                              | Movila de Loturi Enescu - Odăile Dumbrăvița / ansamblu anonim (Categorie: descoperire funerară) (Tip: movilă)                            | localitate componentă Loturi Enescu, municipiul Dorohoi | Odăile Dumbrăvița                 |                                                  | O. L. Șovan 2009                                        | 48°00′17″N 26°23′53″E / 48.00463°N 26.39814°E | Încărcați imagine | Raportați eroare |
| 36033.02.01                              | Movila Loturi Enescu de la Loturi Enescu / ansamblu anonim (Categorie: descoperire funerară) (Tip: movilă)                               | localitate componentă Loturi Enescu, municipiul Dorohoi | Movila Loturi Enescu              |                                                  | O. L. Șovan 2009                                        | 47°59′24″N 26°22′28″E / 47.99012°N 26.37456°E | Încărcați imagine | Raportați eroare |
| 37869.08.01                              | Situl arheologic de la Leorda - Lanul Puciosu / ansamblu anonim (Categorie: locuire) (Tip: așezare deschisă)                             | sat Leorda, comuna Leorda                               | Lanul Puciosu                     | Daci liberi sec. II-III                          | înv. Toader Plioț 2001                                  | 47°49′27″N 26°25′55″E / 47.82407°N 26.43189°E | Încărcați imagine | Raportați eroare |
| 37869.08.02                              | Situl arheologic de la Leorda - Lanul Puciosu / ansamblu anonim (Categorie: locuire) (Tip: așezare deschisă)                             | sat Leorda, comuna Leorda                               | Lanul Puciosu                     |                                                  | înv. Toader Plioț 2001                                  | 47°49′27″N 26°25′55″E / 47.82407°N 26.43189°E | Încărcați imagine | Raportați eroare |
| 38018.03.01 (Cod LMI: BT-I-s-B-01799)    | Situl arheologic de la Loturi - Iazul lui Bogdan / ansamblu anonim (Categorie: locuire) (Tip: Așezare deschisă)                          | sat Loturi, comuna Manoleasa                            | Iazul lui Bogdan                  | Cucuteni aprox. 4.500- 3.500 ani                 | A. Păunescu, P. Șadurschi, V. Chirica 1974              | 48°02′42″N 27°02′56″E / 48.04487°N 27.04889°E | Încărcați imagine | Raportați eroare |
| 38018.03.02 (Cod LMI: BT-I-s-B-01799)    | Situl arheologic de la Loturi - Iazul lui Bogdan / ansamblu anonim (Categorie: locuire) (Tip: Așezare deschisă)                          | sat Loturi, comuna Manoleasa                            | Iazul lui Bogdan                  | Sântana de Mureș - Cerneahov sec. IV-V           | A. Păunescu, P. Șadurschi, V. Chirica 1974              | 48°02′42″N 27°02′56″E / 48.04487°N 27.04889°E | Încărcați imagine | Raportați eroare |
| 39729.03.01                              | Movila din Dealul Mesteacănului de la Lunca / ansamblu anonim (Categorie: descoperire funerară) (Tip: Movilă)                            | sat Lunca, comuna Vârfu Câmpului                        | Movila din Dealul Mesteacănului   |                                                  | O.L. Șovan 2009                                         | 47°52′58″N 26°17′45″E / 47.88269°N 26.2957°E  | Încărcați imagine | Raportați eroare |